# Аппер-Солфорд Тауншип (округ Монтгомері, Пенсільванія)
Аппер-Солфорд Тауншип (англ. Upper Salford Township) — селище (англ. township) в США, в окрузі Монтгомері штату Пенсільванія. Населення — 3172 особи (2020).

## Демографія
Згідно з переписом 2010 року, у селищі мешкало 3299 осіб у 1154 домогосподарствах у складі 938 родин. Було 1199 помешкань
Расовий склад населення:
| - 96,0 % — білих - 1,4 % — чорних або афроамериканців - 1,0 % — азіатів |

До двох чи більше рас належало 1,0 %. Частка іспаномовних становила 1,8 % від усіх жителів.
За віковим діапазоном населення розподілялося таким чином: 24,6 % — особи молодші 18 років, 61,9 % — особи у віці 18—64 років, 13,5 % — особи у віці 65 років та старші. Медіана віку мешканця становила 43,7 року. На 100 осіб жіночої статі у селищі припадало 103,4 чоловіків;  на 100 жінок у віці від 18 років та старших — 100,2 чоловіків також старших 18 років.
Середній дохід на одне домашнє господарство  становив 111 470 доларів США (медіана — 92 460), а середній дохід на одну сім'ю — 122 049 доларів (медіана — 105 625). Медіана доходів становила 65 658 доларів для чоловіків та 50 208 доларів для жінок. За межею бідності перебувало 2,7 % осіб, у тому числі 2,9 % дітей у віці до 18 років та 0,7 % осіб у віці 65 років та старших.
Цивільне працевлаштоване населення становило 1756 осіб. Основні галузі зайнятості: освіта, охорона здоров'я та соціальна допомога — 21,6 %, виробництво — 15,5 %, науковці, спеціалісти, менеджери — 14,2 %.